# 莫扎特咖啡馆

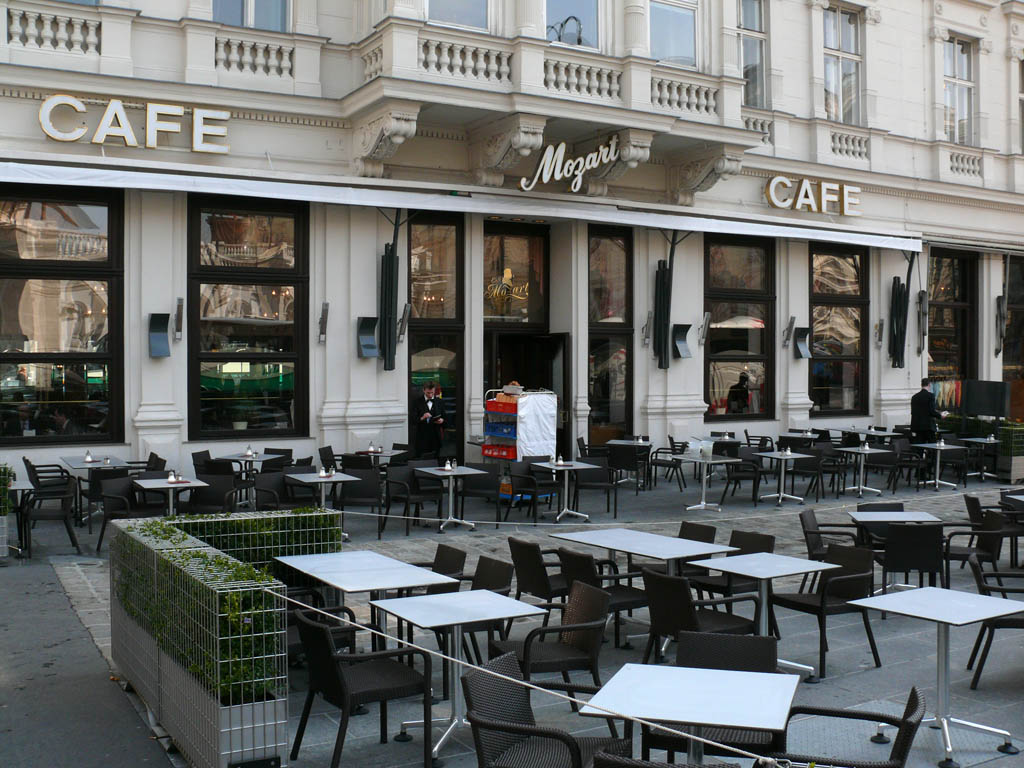
莫扎特咖啡馆

莫扎特咖啡馆（Café Mozart）是一个維也納咖啡馆，位于維也納内城区的阿尔贝蒂娜广场（Albertinaplatz），毗邻阿尔贝蒂娜博物馆（Museum Albertina）。

## 历史
莫扎特咖啡馆的所在地曾是鲁道夫三世在1305年建造的城堡医院（Bürgerspitalzinshaus）。从1783年到1790年，医院被改建为公寓楼（10个庭院，20个楼梯，220套公寓，众多商店）。最著名的租户是弗朗茨·格里帕泽（Franz Grillparzer）和伊曼紐爾·席卡內德（Emanuel Schikaneder）。沃尔夫冈·阿马德乌斯·莫扎特 (1756–1791年)去世三年后，乔治·佩勒（GeorgPöhlein）在此开了一家咖啡馆。1825年由西蒙·科拉（Simon Corra）接手，他设立了维也纳第一个经典的人行道花园（Schanigarten），摆满了桌子，椅子和盆栽。1840年，咖啡馆以新主人的名字命名，即卡兹玛菲咖啡馆（Café Katzmayer），成为记者，演员和作家的聚会地点。在城市更新过程中，该地区的房屋在1873年至1883年之间被拆除，建造了许多新房屋。。1918年10月10日，“莫扎特餐厅”（Mozart-Restaurant）在阿尔贝蒂娜广场一角新建的房屋中开业，1929年更名为“莫扎特咖啡馆”。店名得名于曾位于阿尔贝蒂娜广场上的莫扎特纪念碑（Mozartdenkmal），1953年迁至城堡花园（Burggarten）。霍尼克家族在1929年接管了咖啡馆，1985年又被日本百货连锁店三越百貨收购， 并对其进行了重新设计。1994年，它被Querfeld家族接管，对其进行了翻新。

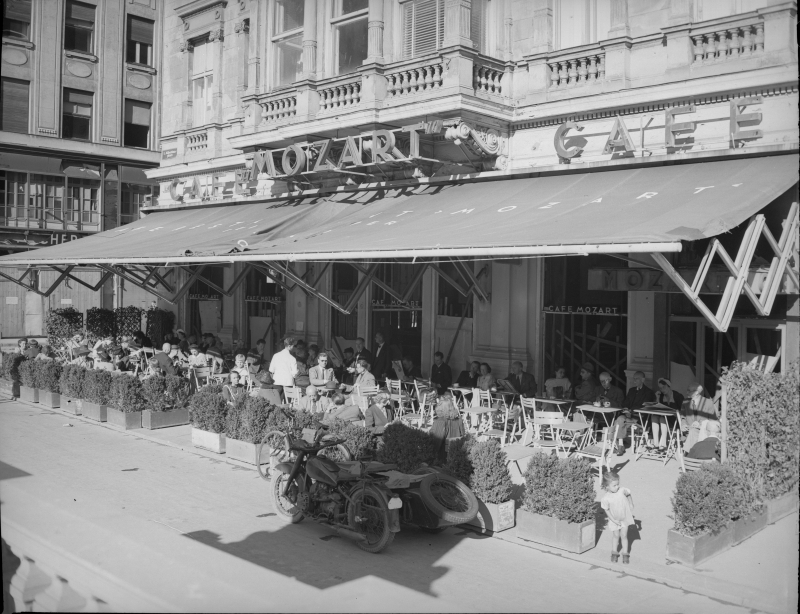
1945年8月17日
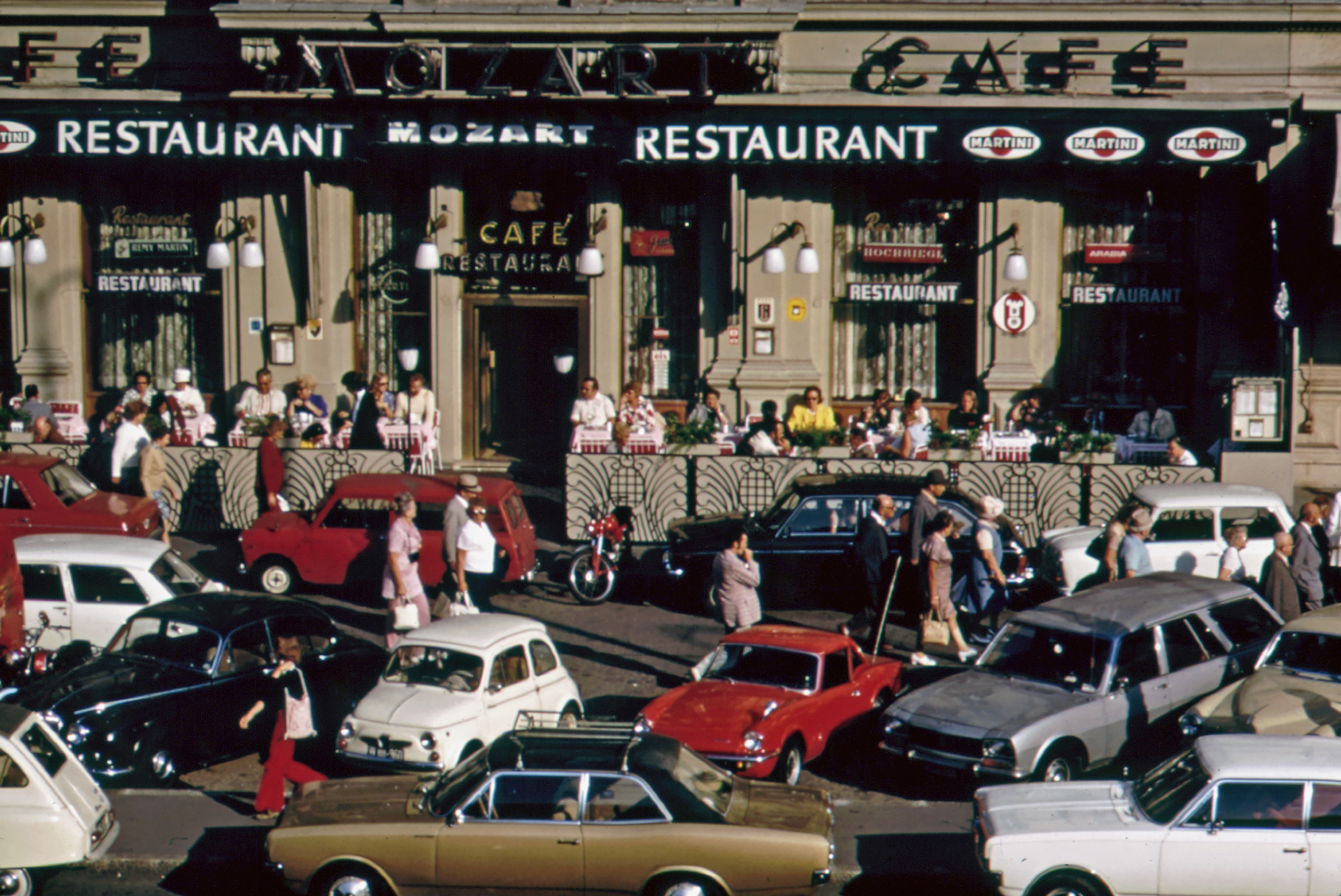
1973年9月

## 电影
1949年的英国电影《黑獄亡魂》（英語：The Third Man）是英国作家格雷厄姆·格林编写的剧本。他于1947年住在维也纳的萨赫酒店（Hotel Sacher），曾前往莫扎特咖啡馆。电影曾在莫扎特咖啡馆的露天座位拍摄场景，电影中的餐厅名称是“老维也纳”。为这部电影创作主题音乐的安东·卡拉斯（Anton Karas）也创作了“莫扎特咖啡馆（Café Mozart Walzer）”。